# Wilhelm Flach

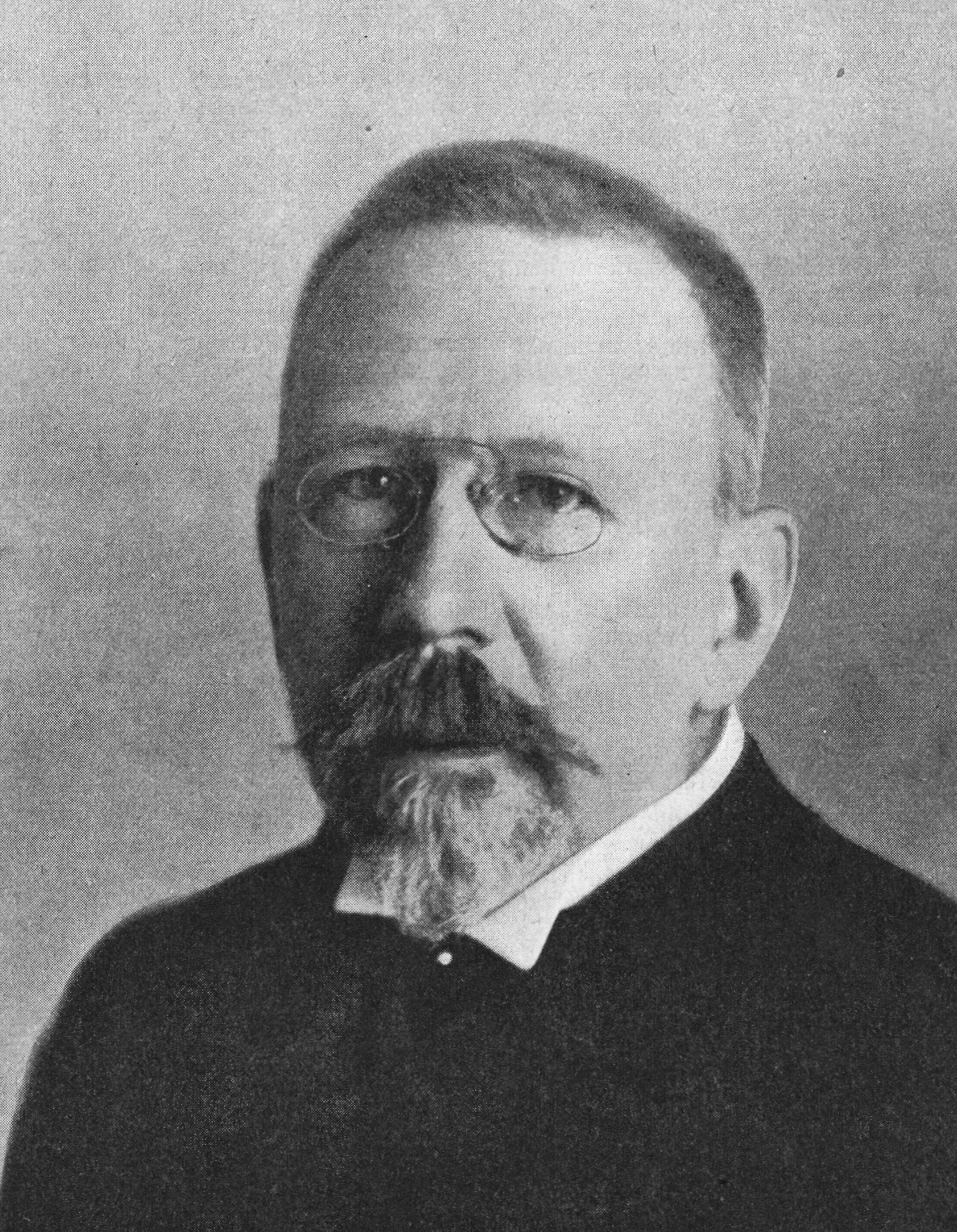
Wilhelm Flach på omslaget till Hvar 8 Dag 1912.

Axel Wilhelm Flach, född 16 augusti 1857 på Svensksund, Konungsunds socken, Östergötlands län, död 12 juni 1920 i Stockholm, var en svensk ämbetsman. Han var son till Sixten Flach och tillhörde ätten Flach.

## Biografi
Flach avlade studentexamen 1877, studerade vid Uppsala universitet 1877–1979 och bedrev mejerirörelse i Östergötland 1885–1892. Han var sekreterare hos Sveriges utsädesförening 1892–1900 och hos Malmöhus läns hushållningssällskap 1896–1900. Han utnämndes 1900 till kanslisekreterare i Jordbruksdepartementet då han samtidigt förordnades till byråchef, samt 1906 till kansliråd och byråchef där. Han blev 1912 överdirektör (från 1919 generaldirektör) för Lantbruksstyrelsen. År 1914 blev han ledamot av Statens livsmedelskommission. Han tog initiativet till upprättande av Centralanstalten för försöksväsendet på jordbruksområdet, av vilken han från början var ledamot (senare vice ordförande). Han författade åtskilliga broschyrer i lanthushållning och utgav 1890–1918 tidskriften Landtmannen. Han blev ledamot av Lantbruksakademien 1896 (hedersledamot 1914).